# (3730) Hurban
(3730) Hurban es un asteroide perteneciente al cinturón de asteroides, descubierto el 4 de diciembre de 1983 por Milan Antal desde la Estación Piszkéstető, Budapest, Hungría.

## Designación y nombre
Designado provisionalmente como 1983 XM1. Fue nombrado Hurban en honor al  escritor, periodista y político eslovaco Jozef Miloslav Hurban.